# Pwg Bay 66
Bei den bayerischen Pwg Bay 66 handelt es sich um zweiachsige Packwagen für den Einsatz in Güterzügen nach dem Blatt 239 aus dem Wagenstandsverzeichnis für die Königlich Bayerischen Staatseisenbahnen vom 31. März 1913 (bzw. Skizze Nr. 136 aus dem Wagenstandsverzeichnis vom 31. März 1897).

## Geschichte
Bei den Wagen handelt es sich um solche, welche die K.Bay.Sts.B. nach der Übernahme der B.O.B. 1876 in ihren Bestand eingegliedert hat. Die Wagen liefen bei der B.O.B. unter der Gattung D.br. und wurden mit der Übernahme zunächst in die Gattung D (Dienstwagen für Güterzüge) und nach der Nummernreform 1893 in die Gattung Pg eingereiht. Die Wagen entsprachen in Bauform und Hauptabmessungen den zeitgleich beschafften gedeckten Güterwagen der Gattung A, spätere Gattung G.

## Beschaffung
Als vierte Serie von Gepäckwagen für die B.O.B. wurden diese Wagen bei den Firmen Klett in Nürnberg (10 Wagen) und Rathgeber in München beauftragt. Es handelte sich dabei um einen Wagentyp, der gegenüber der ersten Serie von 1858 mit etwas größeren Dimensionen geliefert wurde. Die Wagen waren ausschließlich für den Einsatz in Güterzügen vorgesehen und wurden zwischen 1866 und 1868 geliefert.

## Verbleib
Von den ursprünglich 16 beschafften Wagen werden im Verzeichnis von 1913 noch 12 aufgeführt. Insgesamt 4 Wagen wurden schon vor 1913 ausgemustert. Ob die anderen Wagen alle noch von der Reichsbahn übernommen wurden, ist nicht bekannt.

## Konstruktive Merkmale

### Untergestell
Der Rahmen der Wagen war komplett aus eisernen Profilen aufgebaut. Als Zugeinrichtung hatten die Wagen Schraubenkupplungen nach VDEV. Die Zugstange war durchgehend und mittig gefedert. Als Stoßeinrichtung besaßen die Wagen ursprünglich Stangenpuffer in B.O.B.-Bauart – also mit „Schwimmhäuten“ –  mit einer Einbaulänge von 620 mm und 360 mm Durchmesser für die Pufferteller.

### Laufwerk
Die Wagen hatten aus Blechen und Winkeln genietete Achshalter der kurzen, geraden Bauform. Gelagert waren die Achsen in Gleitachslagern der neuesten B.O.B.-Bauart. Der Radstand betrug 3.590 mm (auf der Zeichnung im Verzeichnis von 1872 waren das 12,3 bayerische Zoll). Die Räder hatten Speichenradkörper des bayerischen Typs 23. Die jeweils 1488 Millimeter langen Tragfedern hatten je sechs Blätter. Der Querschnitt der Blätter betrug 96 × 13 Millimeter. Es gab eine Handspindelbremse, welche von der Kanzel des Dienstraums aus bedient werden konnte. In der Wagenmitte befand sich die Bremsumlenkung in der typisch bayerischen Bauform.

### Wagenkasten
Der Rahmen des Wagenkastens bestand aus einem hölzernen Ständerwerk, welches durch stählerne Zugbänder versteift wurde. Da die Wagen von Beginn an für den Einsatz in Güterzügen vorgesehen waren, erhielten sie auch eine äußere Verkleidung des Wagenkastens in der Form der gedeckten Güterwagen der B.O.B. aus senkrechten Latten. Die Seiten- und die Stirnwände waren gerade. Der Wagenkasten war in einen großen Bereich zur Lagerung der Gepäckstücke und ein 2030 mm Dienstabteil aufgeteilt. Das flache Tonnendach war über dem Dienstraum halbseitig nach Bauart der B.O.B. mit einer in den Wagenkasten integrierten Kanzel versehen. Diese diente dem Zugführer zur Beobachtung und als Bremserstand. Dieser Bremserstand war sowohl vom Wageninneren als auch von außen zugänglich. Zum Be- und Entladen gab es beidseitig je eine 1460 mm breite Schiebetüre, die auf Rollen stand und mit Kopfstangen geführt wurde. In der Ursprungsausführung der B.O.B hatten die Wagen noch keine Auftritte an der dem Bremserstand gegenüberliegenden Stirnseite. Diese wurden erst – wie den Zeichnungen der Verzeichnisse nach 1879 zu entnehmen sind – nach der Übernahme durch die Staatsbahn hinzugefügt.

### Ausstattung
Beleuchtet wurden die Wagen mit Öl-Lampen. Die Beheizung erfolgte durch einen Ofen im Dienstraum. Zur Entlüftung der Laterne gab es statische Lüfter auf dem Dach. Ursprünglich waren alle Wagen mit einer Leitung für die Dampfheizung ausgestattet und konnte so auch in Personenzüge eingereiht werden. Ab dem Verzeichnis von 1897 trifft dies nur noch für fünf Wagen zu (16 727 - 16 731).

### Besonderheiten
Als Besonderheit ist der Wagen 17 344 (später 16 726) zu erwähnen. Dieser wird bis zum Verzeichnis von 1879 bei den anderen Wagen derselben Bauart, im Verzeichnis von 1888 aber dann bei den älteren Dienstwagen der B.O.B. mit hölzernem Untergestell mit eisernen Langträgern und ab 1897 bei den ältesten mit komplett hölzernem Untergestell eingereiht. Er besaß aber stets einen eisernen Rahmen, wie z. B. im Verzeichnis von 1897 explizit erwähnt. Möglicherweise erhielt er im Laufe der 1880er Jahre einen Aufbau mit Blechverkleidung, wie sie alle anderen Dienstwagen der B.O.B. trugen.
Demgegenüber wird seit dem Verzeichnis von 1891 mit der Nummer 17 286 (später 16 668) ein Wagen der ältesten Bauart der B.O.B. (Pwg Bay 58) bei diesen Wagen eingereiht. Er hatte ursprünglich einen vollständig aus Holz gebauten Rahmen mit dem Radstand 3.500 mm (entspricht den 12,0 bayerischer Zoll aus der Zeichnung von 1872) und Blechverkleidung besessen. Laut dem Verzeichnis von 1888 (Blatt 51) wurde er aber „nach Zeichn. Nr. 54 umgebaut“, laut Verzeichnis von 1897 im Jahr 1885. Im Verzeichnis von 1891 wird er noch mit dem Radstand 3.500 mm, aber bereits eisernem Untergestell und mit Holzverschalung geführt.

## Skizzen, Musterblätter, Fotos

Ansicht zu Blatt 16 aus B.O.B. VV von 1872
Ansicht zu Blatt 29 aus B.O.B. WV von 1875
Ansicht zu Blatt 054 aus Bayer. WV von 1888
Ansicht zu Blatt 136 aus Bayer. WV von 1897
Ansicht zu Blatt 186 aus Bayer. WV von 1903
Ansicht zu Blatt 239 aus Bayer. WV von 1913

## Wagennummern
| Blatt-Nr. Herstelld.         | Blatt-Nr. Herstelld.         | Blatt-Nr. Herstelld.         | Gattungszeichen je Epoche Wagennummern je Epoche (mit Direktionsangaben) | Gattungszeichen je Epoche Wagennummern je Epoche (mit Direktionsangaben) | Gattungszeichen je Epoche Wagennummern je Epoche (mit Direktionsangaben) | Gattungszeichen je Epoche Wagennummern je Epoche (mit Direktionsangaben) | Gattungszeichen je Epoche Wagennummern je Epoche (mit Direktionsangaben) | Gattungszeichen je Epoche Wagennummern je Epoche (mit Direktionsangaben) | Gattungszeichen je Epoche Wagennummern je Epoche (mit Direktionsangaben) | Gattungszeichen je Epoche Wagennummern je Epoche (mit Direktionsangaben) | Gattungszeichen je Epoche Wagennummern je Epoche (mit Direktionsangaben) | Fahrwerk / Ausstattung / Zusatzinfos (siehe jeweilige Legende) | Fahrwerk / Ausstattung / Zusatzinfos (siehe jeweilige Legende) | Fahrwerk / Ausstattung / Zusatzinfos (siehe jeweilige Legende) | Fahrwerk / Ausstattung / Zusatzinfos (siehe jeweilige Legende) | Fahrwerk / Ausstattung / Zusatzinfos (siehe jeweilige Legende) | Fahrwerk / Ausstattung / Zusatzinfos (siehe jeweilige Legende) | Fahrwerk / Ausstattung / Zusatzinfos (siehe jeweilige Legende) | Fahrwerk / Ausstattung / Zusatzinfos (siehe jeweilige Legende) | Fahrwerk / Ausstattung / Zusatzinfos (siehe jeweilige Legende) | Fahrwerk / Ausstattung / Zusatzinfos (siehe jeweilige Legende) | Fahrwerk / Ausstattung / Zusatzinfos (siehe jeweilige Legende) | Fahrwerk / Ausstattung / Zusatzinfos (siehe jeweilige Legende) | Fahrwerk / Ausstattung / Zusatzinfos (siehe jeweilige Legende) | Fahrwerk / Ausstattung / Zusatzinfos (siehe jeweilige Legende) | Fahrwerk / Ausstattung / Zusatzinfos (siehe jeweilige Legende)                                                               | Fahrwerk / Ausstattung / Zusatzinfos (siehe jeweilige Legende) |
| Bau- jahr                    | Her- steller                 | Anz.                         | B.O.B. bis 1872                                                          | B.O.B. ab 1872                                                           | KBE ab 1876                                                              | KBE ab 1884                                                              | KBE ab 1893                                                              | KBE ab 1894                                                              | KBE ab 1907                                                              | DR (ab 1923)                                                             | Ausge- mustert                                                           | Anz. Ach- sen                                                  | Rad- stand (mm)                                                | LüP (mm)                                                       | Unter- Gest.                                                   | Brem- sen                                                      | Bl.                                                            | Hz.                                                            | Art u.Anz. Abteile (Sitze)                                     | Art u.Anz. Abteile (Sitze)                                     | Art u.Anz. Abteile (Sitze)                                     | Art u.Anz. Abteile (Sitze)                                     | Art u.Anz. Abteile (Sitze)                                     | Art u.Anz. Abteile (Sitze)                                     | Art u.Anz. Abteile (Sitze)                                     | Bemer- kung |                                                                |
| Blatt-Nr. aus WV von Gattung | Blatt-Nr. aus WV von Gattung | Blatt-Nr. aus WV von Gattung | 16 1872 D.br.                                                            | 29 1875 D.br.                                                            | 48 1879 D.                                                               | 82 1891 D.                                                               | Plan 1893 Pg.                                                            | 185 1903 Pg                                                              | 238 1913 Pg                                                              | Pwg Bay 66                                                               |                                                                          |                                                                |                                                                |                                                                | (siehe jeweilige Legende)                                      | (siehe jeweilige Legende)                                      | (siehe jeweilige Legende)                                      | (siehe jeweilige Legende)                                      | A                                                              | B                                                              | D                                                              | G                                                              | P                                                              | V                                                              | Z                                                              | |                                                                |
| ---------------------------- | ---------------------------- | ---------------------------- | ------------------------------------------------------------------------ | ------------------------------------------------------------------------ | ------------------------------------------------------------------------ | ------------------------------------------------------------------------ | ------------------------------------------------------------------------ | ------------------------------------------------------------------------ | ------------------------------------------------------------------------ | ------------------------------------------------------------------------ | ------------------------------------------------------------------------ | -------------------------------------------------------------- | -------------------------------------------------------------- | -------------------------------------------------------------- | -------------------------------------------------------------- | -------------------------------------------------------------- | -------------------------------------------------------------- | -------------------------------------------------------------- | -------------------------------------------------------------- | -------------------------------------------------------------- | -------------------------------------------------------------- | -------------------------------------------------------------- | -------------------------------------------------------------- | -------------------------------------------------------------- | -------------------------------------------------------------- | --- | -------------------------------------------------------------- |
| 1866                         | Klett                        | 10                           | 65                                                                       | 865                                                                      | 17 344                                                                   | 17 344                                                                   | 16 726                                                                   | 16 726                                                                   | 16 726                                                                   |                                                                          | <1923?                                                                   | 2                                                              | 3590                                                           | 8940                                                           | E                                                              | Brh                                                            | Öl                                                             | O (DL -WV 1891)                                                |                                                                |                                                                | 1                                                              | 1                                                              |                                                                |                                                                |                                                                | wird ab 1888 im MBL der 2. und 3. D.br./Pg-Bauart der ehem. B.O.B. geführt, ab 1897 im MBL der 1. D.br./Pg-Bauart der B.O.B. |                                                                |
| 1866                         | Klett                        | 10                           | 16 1872 D.br.                                                            | 29 1875 D.br                                                             | 48 1879 D.                                                               | 83 1891 D.                                                               | Plan 1893 Pg.                                                            | 186 1903 Pg                                                              | 239 1913 Pg                                                              |                                                                          |                                                                          | 2                                                              | 3590                                                           | 8940                                                           |                                                                | Brh                                                            | Öl                                                             |                                                                |                                                                |                                                                | 1                                                              | 1                                                              |                                                                |                                                                |                                                                | |                                                                |
| 1866                         | Klett                        | 10                           | 66                                                                       | 866                                                                      | 17 345                                                                   | 17 345                                                                   | 16 727                                                                   | 16 727                                                                   | 16 727                                                                   | <1923?                                                                   | E                                                                        | 2                                                              | 3590                                                           | 8940                                                           | O, DL                                                          | Brh                                                            | Öl                                                             |                                                                |                                                                |                                                                | 1                                                              | 1                                                              |                                                                |                                                                |                                                                | |                                                                |
| 1866                         | Klett                        | 10                           | 67                                                                       | 867                                                                      | 17 346                                                                   | 17 346                                                                   | 16 728                                                                   | 16 728                                                                   |                                                                          | <1913                                                                    | E                                                                        | 2                                                              | 3590                                                           | 8940                                                           | O, DL                                                          | Brh                                                            | Öl                                                             |                                                                |                                                                |                                                                | 1                                                              | 1                                                              |                                                                |                                                                |                                                                | |                                                                |
| 1866                         | Klett                        | 10                           | 68                                                                       | 868                                                                      | 17 347                                                                   | 17 347                                                                   | 16 729                                                                   | 16 729                                                                   | 16 729                                                                   | <1923?                                                                   | E                                                                        | 2                                                              | 3590                                                           | 8940                                                           | O, DL                                                          | Brh                                                            | Öl                                                             |                                                                |                                                                |                                                                | 1                                                              | 1                                                              |                                                                |                                                                |                                                                | |                                                                |
| 1866                         | Klett                        | 10                           | 69                                                                       | 869                                                                      | 17 348                                                                   | 17 348                                                                   | 16 730                                                                   | 16 730                                                                   | 16 730                                                                   | <1923?                                                                   | E                                                                        | 2                                                              | 3590                                                           | 8940                                                           | O, DL                                                          | Brh                                                            | Öl                                                             |                                                                |                                                                |                                                                | 1                                                              | 1                                                              |                                                                |                                                                |                                                                | |                                                                |
| 1866                         | Klett                        | 10                           | 70                                                                       | 870                                                                      | 17 349                                                                   | 17 349                                                                   | 16 731                                                                   | 16 731                                                                   |                                                                          | <1913                                                                    | E                                                                        | 2                                                              | 3590                                                           | 8940                                                           | O, DL                                                          | Brh                                                            | Öl                                                             |                                                                |                                                                |                                                                | 1                                                              | 1                                                              |                                                                |                                                                |                                                                | |                                                                |
| 1866                         | Klett                        | 10                           | 71                                                                       | 871                                                                      | 17 350                                                                   | 17 350                                                                   | 16 732                                                                   | 16 732                                                                   | 16 732                                                                   | <1923?                                                                   | E                                                                        | 2                                                              | 3590                                                           | 8940                                                           | O (DL -WV 1891)                                                | Brh                                                            | Öl                                                             | zusätzlicher Lattenverschlag mit Drehtüre im Gepäckraum        |                                                                |                                                                | 1                                                              | 1                                                              |                                                                |                                                                |                                                                | |                                                                |
| 1866                         | Klett                        | 10                           | 72                                                                       | 872                                                                      | 17 351                                                                   | 17 351                                                                   | 16 733                                                                   | 16 733                                                                   | 16 733                                                                   | <1923?                                                                   | E                                                                        | 2                                                              | 3590                                                           | 8940                                                           | O (DL -WV 1891)                                                | Brh                                                            | Öl                                                             |                                                                |                                                                |                                                                | 1                                                              | 1                                                              |                                                                |                                                                |                                                                | |                                                                |
| 1866                         | Klett                        | 10                           | 73                                                                       | 873                                                                      | 17 352                                                                   | 17 352                                                                   | 16 734                                                                   | 16 734                                                                   | 16 734                                                                   | <1923?                                                                   | E                                                                        | 2                                                              | 3590                                                           | 8940                                                           | O (DL -WV 1891)                                                | Brh                                                            | Öl                                                             |                                                                |                                                                |                                                                | 1                                                              | 1                                                              |                                                                |                                                                |                                                                | |                                                                |
| 1866                         | Klett                        | 10                           | 74                                                                       | 874                                                                      | 17 353                                                                   | 17 353                                                                   | 16 735                                                                   | 16 735                                                                   | 16 735                                                                   | <1923?                                                                   | E                                                                        | 2                                                              | 3590                                                           | 8940                                                           | O (DL -WV 1891)                                                | Brh                                                            | Öl                                                             |                                                                |                                                                |                                                                | 1                                                              | 1                                                              |                                                                |                                                                |                                                                | |                                                                |
| 1868                         | Rathg.                       | 6                            | 75                                                                       | 875                                                                      | 17 354                                                                   | 17 354                                                                   | 16 736                                                                   | 16 736                                                                   | 16 736                                                                   |                                                                          | <1923?                                                                   | 2                                                              | 3590                                                           | 8940                                                           | E                                                              | Brh                                                            | Öl                                                             | O (DL -WV 1891)                                                |                                                                |                                                                | 1                                                              | 1                                                              |                                                                |                                                                |                                                                | |                                                                |
| 1868                         | Rathg.                       | 6                            | 76                                                                       | 876                                                                      | 17 355                                                                   | 17 355                                                                   | 16 737                                                                   | 16 737                                                                   |                                                                          | <1913                                                                    |                                                                          | 2                                                              | 3590                                                           | 8940                                                           | E                                                              | Brh                                                            | Öl                                                             | O (DL -WV 1891)                                                |                                                                |                                                                | 1                                                              | 1                                                              |                                                                |                                                                |                                                                | |                                                                |
| 1868                         | Rathg.                       | 6                            | 77                                                                       | 877                                                                      | 17 356                                                                   | 17 356                                                                   | 16 738                                                                   | 16 738                                                                   |                                                                          | <1913                                                                    |                                                                          | 2                                                              | 3590                                                           | 8940                                                           | E                                                              | Brh                                                            | Öl                                                             | O (DL -WV 1891)                                                |                                                                |                                                                | 1                                                              | 1                                                              |                                                                |                                                                |                                                                | |                                                                |
| 1868                         | Rathg.                       | 6                            | 78                                                                       | 878                                                                      | 17 357                                                                   | 17 357                                                                   | 16 739                                                                   | 16 739                                                                   | 16 739                                                                   | <1923?                                                                   |                                                                          | 2                                                              | 3590                                                           | 8940                                                           | E                                                              | Brh                                                            | Öl                                                             | O (DL -WV 1891)                                                |                                                                |                                                                | 1                                                              | 1                                                              |                                                                |                                                                |                                                                | |                                                                |
| 1868                         | Rathg.                       | 6                            | 79                                                                       | 879                                                                      | 17 358                                                                   | 17 358                                                                   | 16 740                                                                   | 16 740                                                                   | 16 740                                                                   | <1923?                                                                   |                                                                          | 2                                                              | 3590                                                           | 8940                                                           | E                                                              | Brh                                                            | Öl                                                             | O (DL -WV 1891)                                                |                                                                |                                                                | 1                                                              | 1                                                              |                                                                |                                                                |                                                                | |                                                                |
| 1868                         | Rathg.                       | 6                            | 80                                                                       | 880                                                                      | 17 359                                                                   | 17 359                                                                   | 16 741                                                                   | 16 741                                                                   | 16 741                                                                   | <1923?                                                                   |                                                                          | 2                                                              | 3590                                                           | 8940                                                           | E                                                              | Brh                                                            | Öl                                                             | O (DL -WV 1891)                                                |                                                                |                                                                | 1                                                              | 1                                                              |                                                                |                                                                |                                                                | |                                                                |